# یکصد و چهاردهمین کنگره ایالات متحده آمریکا
یکصد و چهاردهمین کنگره ایالات متحده آمریکا دورهٔ کنونی قوهٔ مقننهٔ دولت فدرال ایالات متحده آمریکااست که از مجلس سنای ایالات متحده آمریکا و مجلس نمایندگان ایالات متحده آمریکا تشکیل می‌شود. این دوره از ۳ ژانویه ۲۰۱۵ تا ۳ ژانویه ۲۰۱۷، در دو سال پایانی ریاست جمهوری باراک اوباما در واشینگتن، دی سی تشکیل جلسه خواهد داد. این کنگره با ۲۴۷ کرسی جمهوریخواه در مجلس نمایندگان و ۵۴ کرسی در سنا بزرگترین اکثریت جمهوریخواه را از کنگرهٔ ۷۱م مربوط به سال‌های ۱۹۲۹–۱۹۳۱ را داراست.

## وقایع عمده
- در ژانویه ۲۰۱۵، جان بینر رئیس وقت مجلس نمایندگان با وجود استنکاف ۲۵ نماینده از حزب خود مجدداً به ریاست برگزیده شد.
- ۳ مارس ۲۰۱۵، بنیامین نتانیاهو نخست وزیر اسرائیل به دعوت جان بینر بدون مشورت رئیس‌جمهور در جلسه مشترک کنگره در خصوص تحریم‌ها علیه ایران سخنرانی کرد.
- ۹ مارس ۲۰۱۵، تام کاتن سناتور ایالات متحده نامه‌ای را خطاب به رهبری ایران نوشت و ارسال کرد که توسط ۴۷ نفر از ۵۴ سناتور جمهوریخواه امضا شده بود و تلاش می‌کرد بر اقتدار رئیس‌جمهور در خصوص مذاکرات هسته‌ای با ایران شک بیفکند.
- ۲۵ مارس ۲۰۱۵، محمداشرف غنی رئیس‌جمهور افغانستان در جلسه مشترک کنگره سخنرانی کرد.
- ۲۹ آوریل ۲۰۱۵، شینزو آبه نخست وزیر ژاپن به عنوان نخستین رهبر این کشور در جلسه مشترک کنگره سخنرانی کرد.
- سپتامبر ۲۰۱۵، پاپ فرانسیس به عنوان نخستین پاپ در جلسه مشترک کنگره سخنرانی کرد.
- ۲۹ اکتبر ۲۰۱۵، پال رایان در پی استعفای بینر به عنوان رئیس مجلس نمایندگان برگزیده شد.
- ژوئن ۲۰۱۶، نارندرا مودی نخست وزیر هند در جلسه مشترک کنگره سخنرانی کرد.

## رهبری

### سنا

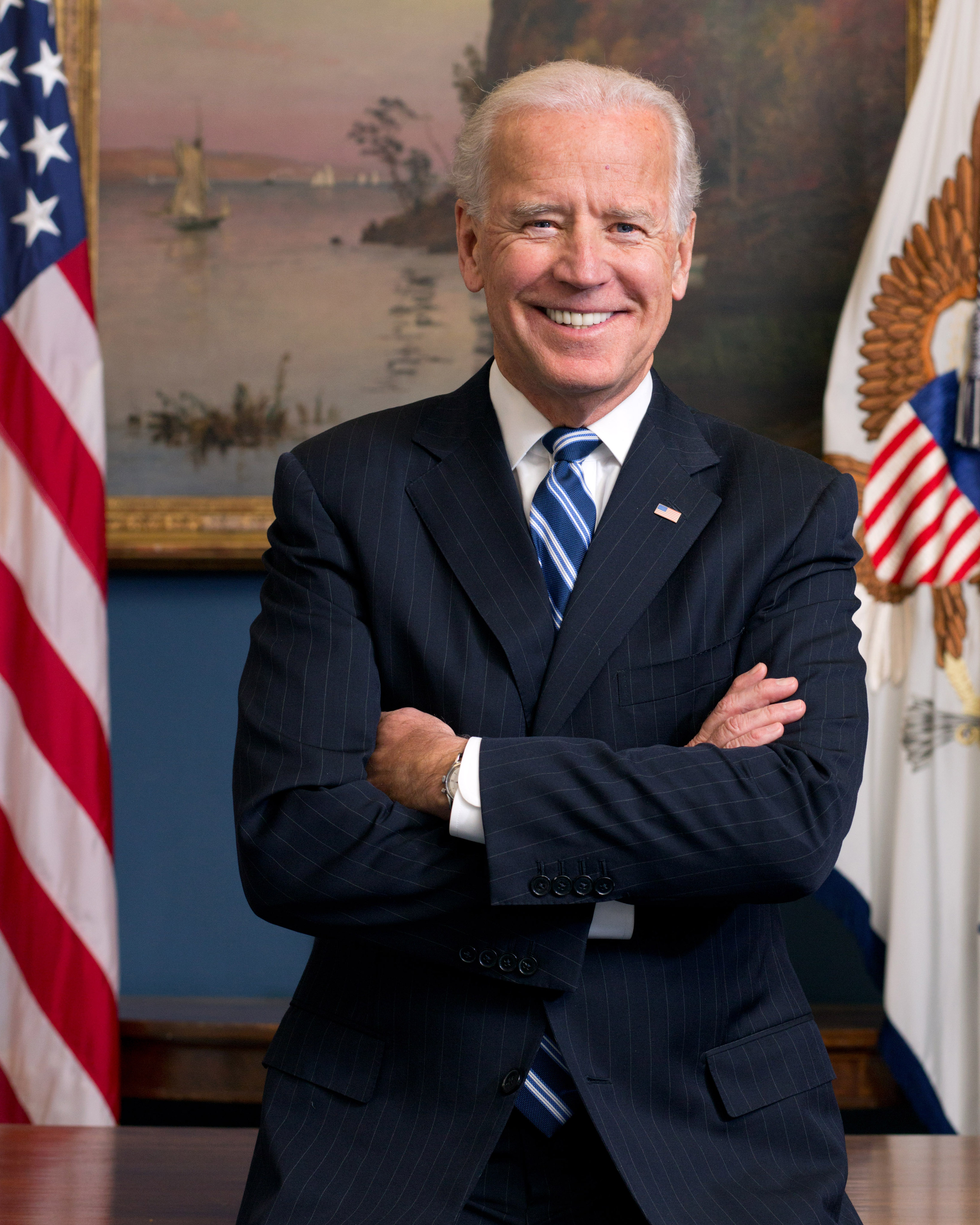
رئیس سنا جو بایدن (D)

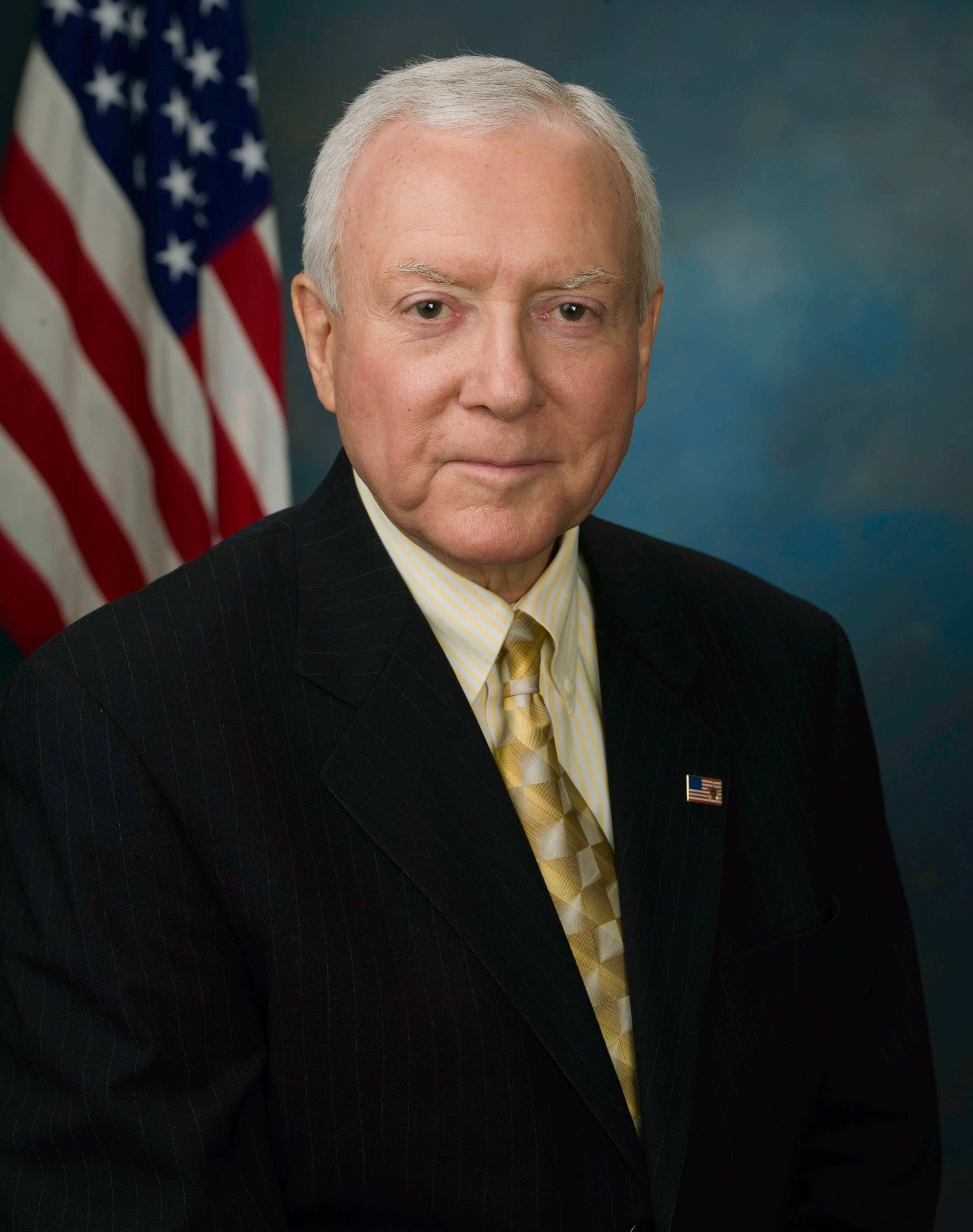
رئیس زمانی سنا اورین هتچ (R)

- معاون رئیس‌جمهور ایالات متحده آمریکا: جو بایدن (D)
- رئیس سنی سنا: اورین هتچ (R)
- رئیس سنی بازنشسته سنا: پاتریک لیهی (D)

#### رهبری اکثریت (جمهوریخواه)
- رهبر اکثریت: میچ مکانل
- ویپ اکثریت: جان کورنین
- رئیس کنفرانس: جان تون
- نایب رئیس کنفرانس: روی بلانت
- رئیس کمیته سناتوری: راجر ویکر
- رئیس کمیته خط مشی: جان باروزو
- قائم مقامان ویپ:

#### رهبری اقلیت (دمکرات)
- رهبر اقلیت و رئیس فراکسیون: هری رید
- ویپ اقلیت: دیک دربین
- نایب رئیس فراکسیون و رئیس کمیته خط مشی: چاک شومر
- دبیر فراکسیون: پتی موری
- رئیس کمیته مبارزات انتخاباتی سنا: جان تستر
- نایب رئیس کمیته خط مشی: دبی اتبنو
- مشاور خط مشی استراتژیک کمیته خط مشی: الیزابت وارن
- مشاور توسعه خط مشی: مارک وارنر
- رئیس کمیته گرداندن: امی کلوبوچر
- نایب رئیس کمیته گرداندن: جین شهین
- قائم مقام ارشد ویپ: باربارا باکسر

### مجلس نمایندگان
- رئیس: پال رایان (R)

#### رهبری اکثریت
- رهبر اکثریت: کوین مک‌کارتی
- ویپ اکثریت: استیو سکالیس
- قائم مقام ارشد ویپ اکثریت: پاتریک مک‌هنری
- رئیس کنفرانس: کتی مک‌موریس راجرس
- نایب رئیس کنفرانس: لین جنکینز
- دبیر کنفرانس: ویرجینیا فاکس
- رئیس کمیته مبارزات انتخاباتی: گرگ والدن
- رئیس کمیته خط مشی: لوک مسر
- قائم مقامان ارشد ویپ: کریستی نوئم، Dennis Ross, آرون شوک، استیو استیورس، آن وگنر

#### رهبری اقلیت
- رهبر اقلیت: نانسی پلوسی
- ویپ اقلیت: ستنی هویر
- دستیار رهبر دمکرات: جیم کلیبورن
- رئیس فراکسیون : هاویر بسرا
- نایب رئیس فراکسیون : Joe Crowley
- رئیس کمیته مبارزات انتخاباتی: بن آر. لویوان
- رؤسای کمیته گرداندن و خط مشی: رزا دلورو (گرداندن) و دونا ادواردز (خط مشی)
- رئیس مطالعه، و تشکیلات: کارن بس
- رئیس خط مشی و ارتباطات: استیو اسرائیل
- قائم مقام ارشد ویپ اقلیت: جان لویس (نماینده کنگره آمریکا)
- قائم مقامان دیپ اقلیت: جی. کی. باترفیلد، دیانا دی‌جت، کیث الیسون، جان شاکوسکی، کیرستن سینما، دبی وسرمن شولتز، پتر ولچ